# Rachida Brakni
Rachida Brakni, född 15 februari 1977 i Paris, är en fransk skådespelerska.

## Roller i urval
- 2001 – Chaos
- 2006 – Barakat!
- 2022 – Houria
- 2024 – Lonely Planet